# Metro w Izmirze

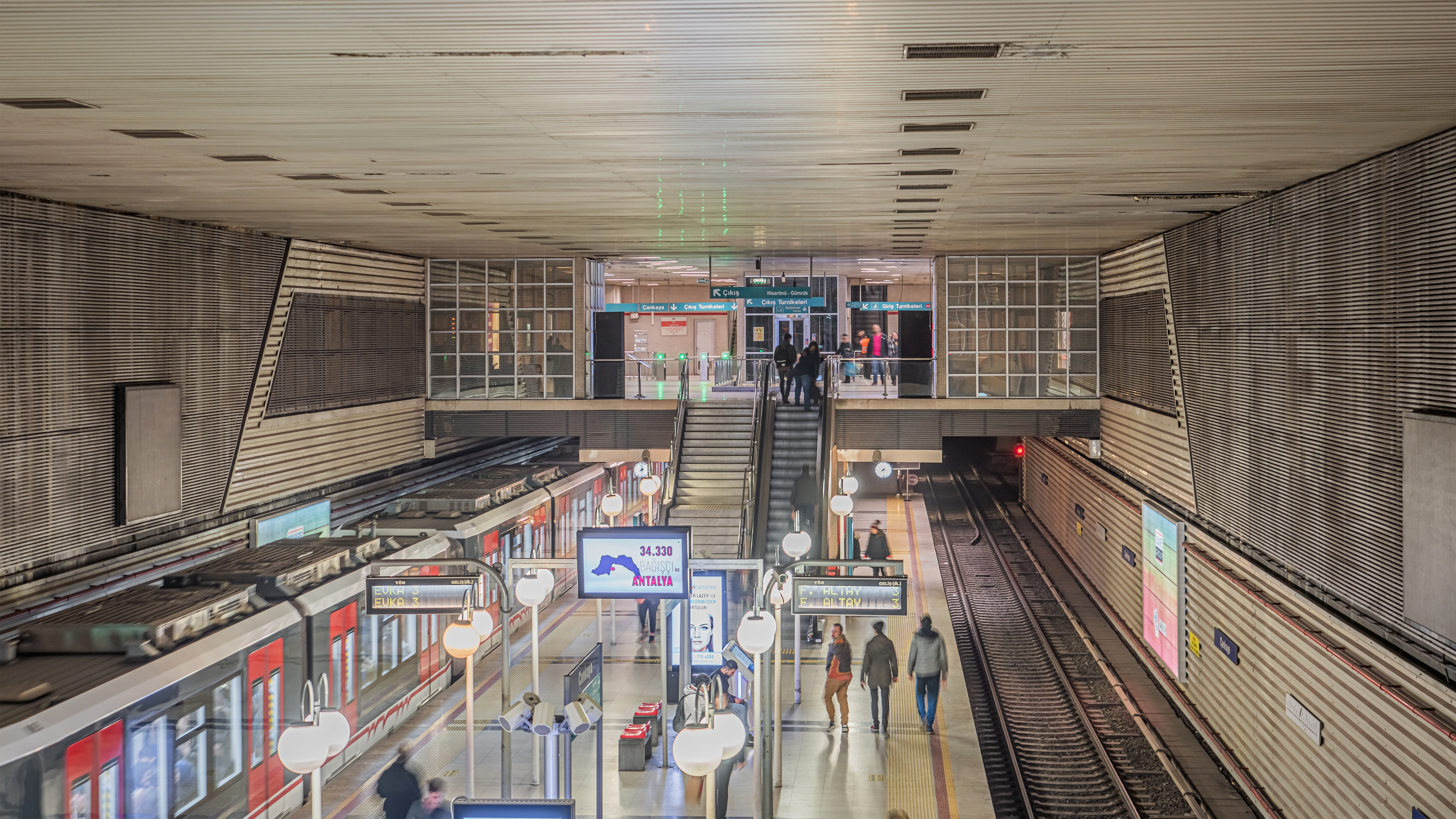
Stacja Çankaya

Metro w Izmirze (tur. İzmir Metrosu) - system szybkiej kolei składający się obecnie z 1 linii o długości 20 kilometrów.
Kontrakt na budowę metra podpisano w 1993, a roboty ruszyły dwa lata później. W maju 2000 10 stacji zostało oddane do użytku, a całkowity koszt odcinka wyniósł 600 milionów dolarów. W 2012 i 2014 roku oddano do użytku kolejne 7 stacji.
W planach jest rozbudowa obecnie istniejącej linii i budowa kolejnych dwóch.